# Jordan Lečkov
Jordan Lečkov Jankov (Йордан Лечков Янков, * 9. července 1967 Straldža) je bývalý bulharský fotbalista, hrající nejčastěji na postu středního záložníka.
Je odchovancem klubu FK Sliven, s nímž získal v roce 1990 bulharský fotbalový pohár. O rok později přestoupil do PFK CSKA Sofia a získal mistrovský titul v roce 1992. Pak odešel na zahraniční angažmá: působil v Hamburger SV, Olympique de Marseille a Beşiktaş JK (vítězství v Türkiye Kupası 1998). S bulharskou fotbalovou reprezentací obsadil překvapivě čtvrté místo na mistrovství světa ve fotbale 1994 v USA, kde vstřelil jednu branku v utkání základní skupiny proti Řecku, proměnil závěrečnou penaltu v osmifinálovém rozstřelu proti Mexiku a gólem dvanáct minut před koncem rozhodl o čtvrtfinálovém vítězství 2:1 nad obhájci titulu z Německa. Zúčastnil se také mistrovství Evropy ve fotbale 1996 v Anglii, kde Bulhaři skončili v základní skupině.
Po ukončení fotbalové kariéry byl podnikatelem, místopředsedou Bulharského fotbalového svazu a starostou města Slivenu za stranu GERB. V roce 2010 byl odvolán z funkce a souzen za zneužívání funkce k osobnímu obohacení.